# Houses of the Holy
Houses of the Holy je páté studiové album anglické hard rockové skupiny Led Zeppelin vydané v roce 1973.
Páté album Led Zeppelin sleduje tentýž vzorec jako předcházející bezejmenná „čtyřka“, působí však daleko uvolněněji. Opět zde najdeme jak folk, tak burácivý blues-rock, vedle této „tradiční výbavy“ se tu objevuje i pseudoreggae v podobě písně „D'Yer Mak'er“, funky v „The Crunge“ nebo lehké smyčcové melodie v pomalé skladbě „The Rain Song“. Už od úvodní nevázané písně „The Song Remains the Same“ ubíhá celé album velmi přímočaře, bez zbytečných odboček. To platí jak pro již jmenované písně, tak i pro další – halucinogenní skladbu „No Quarter“, poctivý hard-rock „Dancing Days“ nebo epickou folk-metalovou fúzi „Over the Hills and Far Away“.
Pro album byla také nahrána píseň „Houses of the Holy“, ale nakonec se objevila až na následujícím počinu Physical Graffiti, jelikož do HotH jaksi nezapadala.

## Seznam skladeb
| Pořadí | Název                       | Autor                                     | Délka |
| ------ | --------------------------- | ----------------------------------------- | ----- |
| 1.     | The Song Remains the Same   | Jimmy Page, Robert Plant                  | 5:32  |
| 2.     | The Rain Song               | Page, Plant                               | 7:39  |
| 3.     | Over the Hills and Far Away | Page, Plant                               | 4:50  |
| 4.     | The Crunge                  | Page, Plant, John Paul Jones, John Bonham | 3:17  |
| 5.     | Dancing Days                | Page, Plant                               | 3:43  |
| 6.     | D'yer Mak'er                | Bohnam, Jones, Page, Plant                | 4:23  |
| 7.     | No Quarter                  | Jones, Page, Plant                        | 7:00  |
| 8.     | The Ocean                   | Page, Plant, Jones, Bonham,               | 4:31  |